# Raphael Onyedika
Raphael Onyedika (* 19. April 2001 in Imo) ist ein nigerianischer Fußballspieler. Der Mittelfeldspieler steht seit Ende August 2022 beim FC Brügge in der belgischen Division 1A unter Vertrag.

## Karriere

### Verein
In seiner Jugend spielte Onyedika beim F.C. Ebedei in Nigeria. Zur Saison 2019/20 wechselte er nach Dänemark zum FC Midtjylland, wo er in der U 19-Mannschaft eingesetzt wurde und in der UEFA Youth League spielte. Zur Saison 2020/21 erhielt er einen Profivertrag für die A-Mannschaft mit einer Laufzeit von fünf Jahren. Er wurde in dieser Saison dort nicht eingesetzt, sondern Mitte August 2020 wurde eine Ausleihe für die Saison zum FC Fredericia in der 1. Division, der zweithöchsten dänischen Liga vereinbart. Er kam dort auf 28 von 32 möglichen Ligaspielen, in denen er drei Tore schoss.
Zur Saison 2021/22 war er wieder zu Midtjylland zurückgekehrt und bestritt die erste Mannschaft 31 von 32 möglichen Ligaspiele und schoss dabei zwei Tore. Lediglich in einem Spiel fehlte er aufgrund einer Sperre nach vier gelben Karten. Dazu kamen sechs Pokalspiele, die mit dem Gewinn des dänischen Fußballpokals endeten, und elf Spiele im Europapokal mit jeweils einem geschossenen Tor. Dabei wurde Mitte November 2021 sein Vertrag bis zum Ende der Saison 2025/26 verlängert.
In der Saison 2022/23 bestritt er die ersten sechs Ligaspiele für Midtjylland sowie drei von vier Qualifikationsspielen zur Champions League. Ende August 2022 wechselte Onyedika zum belgischen Erstdivisionär FC Brügge. Er unterschrieb dort einen Vertrag bis zum 30. Juni 2027. Am 2. September 2022 gab er sein Debüt gegen Lokalrivalen Cercle Brügge. In seiner ersten Saison bestritt er 31 von 34 möglichen Ligaspielen für den FC Brügge sowie zwei Pokalspiele und sieben Spiele in der Champions League.
In der nächsten Saison waren es 30 von 40 möglichen Ligaspielen, in denen er drei Tore schoss. Dabei fehlte er bei fünf Ligaspielen infolge der Teilnahme am Afrikacup. Er wurde mit dem FC Brügge belgischer Meister. Dazu kamen zwei Pokalspiele und 17 Spiele im Europapokal mit einem geschossenen Tor. In der Saison 2024/25 waren es 34 von 40 möglichen Ligaspielen mit einem geschossenen Tor, sechs Pokalspielen, elf Spiele in der Champions League mit einem Tor sowie das verlorene Spiel um den belgischen Supercup.

### Nationalmannschaft
Im September 2022 feierte Onyedika sein Debüt im nigerianischen Nationalteam bei einem Freundschaftsspiel gegen Algerien. Er gehörte zum Kader beim Afrika-Cup 2024 und wurde dort bei einem Gruppenspiel eingesetzt.

## Erfolge
- Belgischer Meister: 2023/24
- Belgischer Pokalsieger: 2024/25
- Dänischer Pokalsieger: 2021/22